# Luis Daoíz y Torres
Luis Daoíz y Torres (Sevilla, 10 de febrer de 1767 - Madrid, 2 de maig de 1808) va ser un militar espanyol, destacat per la seva participació en l'aixecament del 2 de maig de 1808 de la Guerra del Francès.

## Origen i família
Luis Daoíz va néixer en el si d'una família aristocràtica andalusa. El seu pare, Martín Daoíz Quesada, pertanyia al llinatge noble de la família Daoíz, que es remuntava a l'edat mitjana. Aquesta família era originària de la localitat navarresa d'Aoiz i va estar molt vinculada a la milícia des de temps de la Reconquesta. A aquest llinatge van pertànyer cavallers, com Berenguer D'Aoiz, que es va establir a Navarra, i García Garcés D'Aoiz, que va intervenir en la batalla de les Navas de Tolosa.
A mitjan segle xvii, Joaquín D'Aoiz, natural de Pamplona, es va traslladar amb de la seva família a Gibraltar per a exercir el càrrec d'agutzil major i regidor perpetu fins a la seva caiguda en poder dels anglesos, per la qual cosa es van veure obligats a traslladar-se a El Puerto de Santa María, on posseïen unes finques anomenades Espínola; les finques anomenades Quesada, a Cadis; Monreal a Medina-Sidonia i altres propietats a Sanlúcar de Barrameda. A més posseïen dos senyorius a Navarra, nou merindades i la casa principal a Aoiz, al costat dels seus camps i vinyes. A partir del citat Joaquín D'Aoiz, regidor de Gibraltar, el cognom D'Aoiz passa a ser Daoíz. Don Joaquín era l'avi patern de Luis Daoíz.
La seva mare va ser Francisca Torres Ponce de León, filla dels comtes de Miraflores de los Ángeles, una branca secundària de la casa d'Arcos. Els pares van contreure matrimoni el 2 de febrer de 1766 i van residir temporalment en el palau que tenien els pares de Francisca a Sevilla.

## Biografia

### Infantesa
Luis Daoíz va néixer a Sevilla, al palau de Miraflores de los Ángeles el dimarts 10 de febrer de 1767 i va ser registrat en el foli 26 del llibre de baptisme de la parròquia de San Miguel com Luis Gonzaga Guillermo Escolàstica Manuel José Joaquín Ana i Juan de la Soledad Daoíz. El seu padrí va ser fra Juan Mateos, un prevere dels Carmelites calçats. Els seus germans es deien María del Rosario, primera comtessa de Daoíz, Francisco i Josefa.
Durant la seva infància va viure en el palau de la seva àvia materna a Sevilla i va passar alguns estius a la casa que aquesta tenia a Mairena del Alcor. Va estudiar en el col·legi jesuïta de San Hermenegildo, que se situava en l'espai que ocupa la plaça de la Gavidia i diversos edificis propers.

### Carrera militar

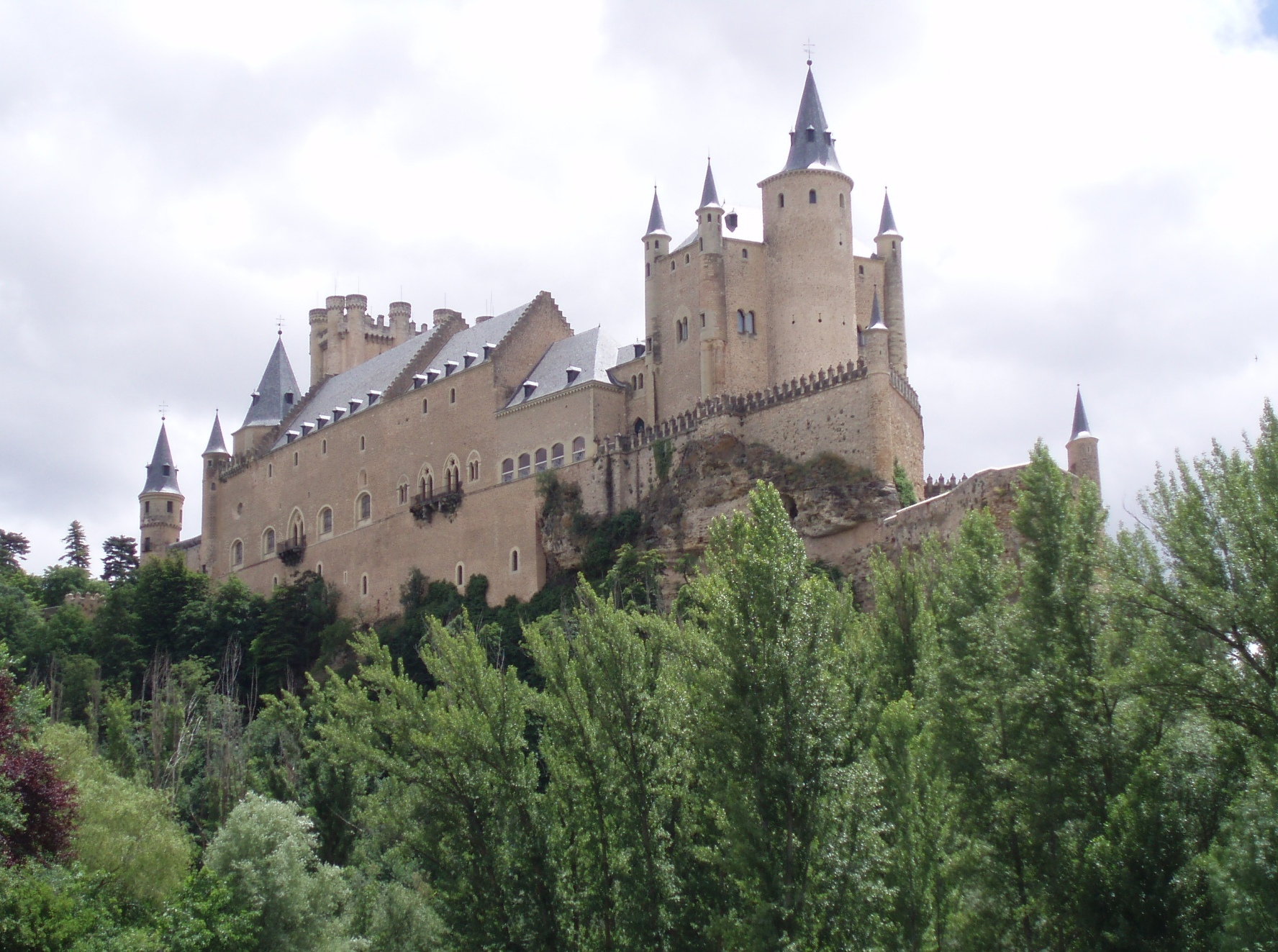
Luis Daoíz va començar la seva carrera militar al Reial Col·legi d'Artilleria de Segòvia, situat a l'Alcázar de Segòvia.

El seu pare va sol·licitar la seva incorporació a l'exèrcit en 1782, quan tenia 15 anys, després de cursar estudis en el col·legi dels jesuïtes de la seva ciutat natal. Per aquella època el cos d'artilleria era molt elitista i només hi permetien l'accés a persones de llinatge noble. Luis Daoíz va obtenir l'aprovació de noblesa corresponent, en expedient expedit el 10 de juliol de 1781 per l'escrivà del rei, Manuel García de Castro, i del tinent assistent de Sevilla, Fernando Viver Sánchez; i va ingressar com a cadet al Reial Col·legi d'Artilleria de Segòvia, situat a l'alcàsser d'aquesta ciutat, el 10 de febrer d'aquest any. La seva estada al Col·legi d'Artilleria es va perllongar fins al 9 de febrer de 1787, en la qual va demostrar ser un bon estudiant i va destacar de manera especial a l'esgrima de sabre i d'espasa, obtenint la graduació d'alferes. La seva primera destinació va ser en el batalló del Reial Regiment d'Artilleria instal·lat al Puerto de Santa María.
En 1790, amb el grau de sotstinent, es va presentar voluntari a la defensa de la ciutat de Ceuta, al nord d'Àfrica, al comandament d'una bateria del seu regiment. L'any següent el van ser enviar a la de la ciutat d'Orà (Algèria) com a agregat a la companyia de minadors. Allí, el 1792, amb 25 anys, i com a premi als seus mèrits, el van ser ascendir al grau de tinent d'artilleria el 18 de febrer.
Al març de 1794, va participar en nombroses accions de la segona part de la Guerra del Rosselló contra la França revolucionària. El 25 de novembre d'aquest mateix any, Luis Daoíz va ser fet presoner i fou internat a Tolosa de Llenguadoc. Durant la seva captivitat, coneguda la seva vàlua com a militar i artiller, els seus coneixements matemàtics i de diverses llengües, entre les quals l'anglès, l'francès, l'italià i el llatí, va rebre ofertes de passar-se al bàndol revolucionari francès, ofertes que va rebutjar, per tal com el seu únic desig era tornar a Espanya per prestar serveis en la seva defensa. Després de la signatura de la Pau de Basilea el 1795, que va posar fi a la contesa, va ser alliberat i va tornar a la seva destinació a El Puerto de Santa María.
Encara no acabada aquesta guerra contra França, van començar les hostilitats contra Anglaterra. En aquests moments l'Armada espanyola intentava reorganitzar les seves bucs i posar-los en ordre de combat, però l'escassetat d'oficials especialistes va fer que haguessin de demandar homes als cossos de l'exèrcit de terra per completar la dotació dels vaixells de guerra. Per això, el 1797, Daoíz va ser destinat com a reforç del contingent dels oficials de l'Armada i l'11 de juliol d'aquest mateix any li van confiar el comandament d'una tartana canonera amb fogó de bala vermella, sota les ordres de l'almirall José de Mazarredo. Durant el lloc de Cadis pels anglesos, Daoíz va dirigir una de les llanxes que atacaven als navilis de l'almirall Nelson, sortint victoriosa la defensa espanyola de l'atac anglès. Daoíz va dirigir l'atac contra el navili El Poderoso, un dels que causaven més danys. El seu excel·lent servei en aquesta embarcació li va suposar l'ascens al grau d'oficial artiller de buc de línia.
Posteriorment i a causa de l'escassetat d'artillers en la Marina, es va incorporar al navili San Ildefonso, que disposava de 74 canons i estava manat pel capità de navili José de Iriarte. La seva missió en aquest navili va ser defensar les colònies d'Amèrica, continent al que va viatjar dos cops, i protegir les flotes que venien d'allí. El novembre de 1800 i trobant-se en el port de l'Havana (Cuba), quan encara era tinent, en revisar les "Gasetes" endarrerides va tenir notícia que l'havien ascendit a capità d'artilleria el 4 de març d'aquest any, però no havia rebut la notificació per trobar-se a la mar.
Durant el seu servei a l'Armada va escriure Método que debe usarse para la enseñanza de la tropa y marinería en los ejercicios de cañón y abordaje, que és un petit manual de tàctica l'objectiu del qual era que els soldats embarcats aprenguessin les tàctiques als navilis. El 7 de juliol de 1802 va tornar a la Península i va ser destinat al seu regiment d'origen, el tercer regiment d'artilleria de Sevilla. Allí li assignaren missions de caràcter científic, pels seus coneixements matemàtics i la seva aplicació al desenvolupament de l'artilleria. El 1803 va ser destinat, juntament amb altres oficials, a la Real Fosa de Bronzes i va formar part de la comissió dirigida pel brigadier Vicente María de Maturana per a la construcció de dues peces d'artilleria de calibre vuit per al servei de l'artilleria a cavall, havent de reunir la particularitat de poder disparar indistintament bales, granades i metralla. Amb el seu regiment va participar en la Segona Guerra de Portugal i va ser destinat posteriorment a un lloc destacat a Fontainebleau a França.
El 1807 el regiment al qual pertanyia va desplaçar la seva segona companyia a Madrid i va sol·licitar el canvi de destinació a la capital, per la qual cosa va ser nomenat comandant de la bateria destinada al Parc d'Artilleria creat al palau del duc de Monteleón. Aquest mateix any els seus pares van concertar el seu matrimoni per a la primavera de 1808 amb una jove noble d'Utrera, que va ingressar en un convent sevillà després de la mort de Daoíz.

### Aixecament del 2 de maig

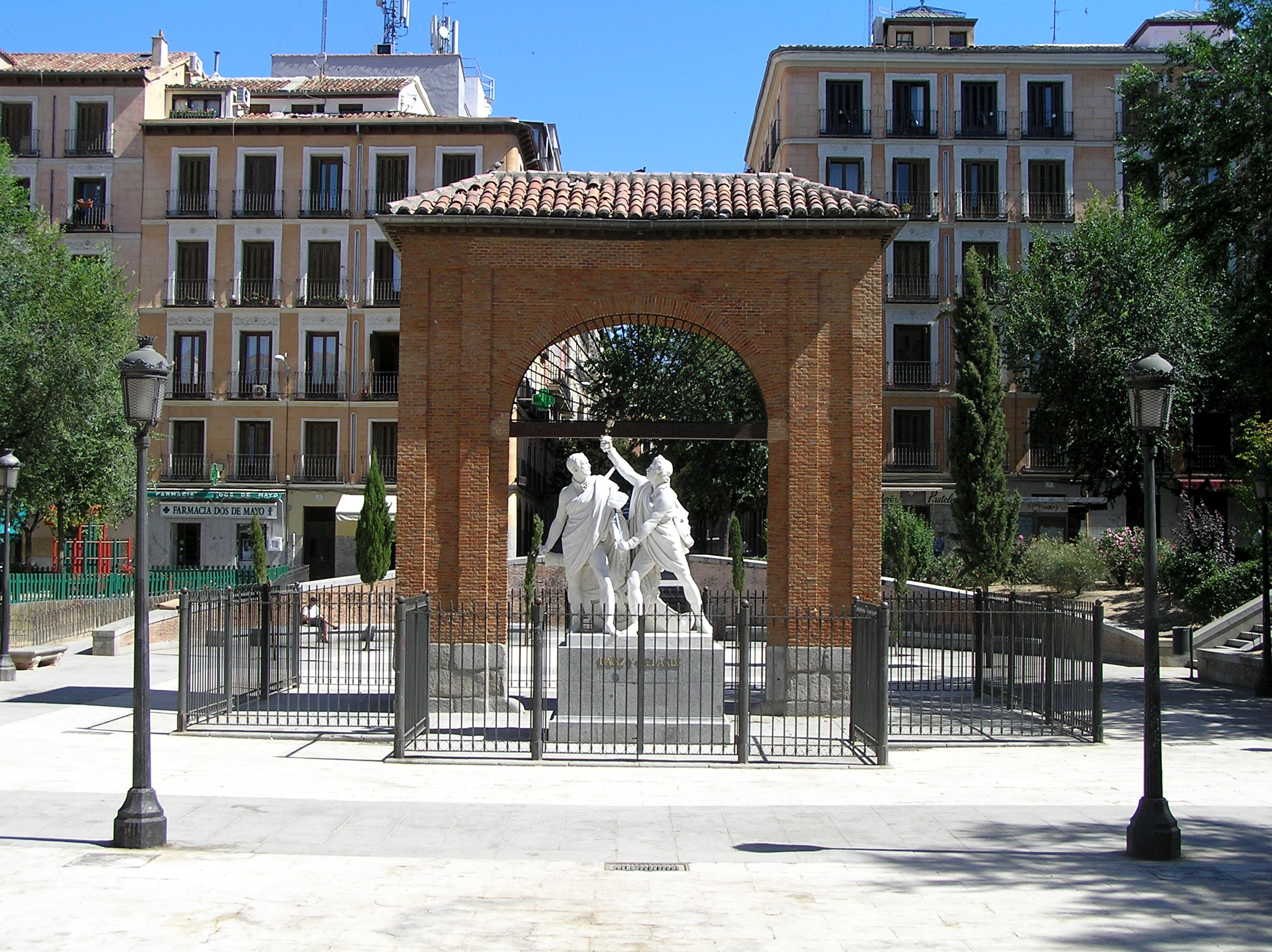
Monument a Luis Daoíz i Pedro Velarde a la Plaça del 2 de maig de Madrid. Obra d'Antoni Solà. L'arc és l'antiga porta de la Caserna de Monteleón.

Després del seu trasllat a Madrid, va poder presenciar l'arribada de les tropes franceses a la ciutat a la fi d'abril de 1808 al comandament de Joachim Murat, que en aquell moment eren considerades aliades, ja que havien de col·laborar amb els espanyols en la guerra contra Portugal. La presència de gran nombre de soldats francesos a la ciutat va produir diversos incidents, per la qual cosa la Junta de Madrid i les autoritats militars espanyoles van negociar amb les autoritats franceses que els soldats no molestessin els veïns i els tranquil·litzessin assegurant que els membres de l'exèrcit francès eren aliats. Fernando de la Vera, governador militar de Madrid, va donar l'ordre que les tropes espanyoles havien de mantenir-se a les seves casernes per evitar altercats amb les tropes franceses.
Veient el caire que prenia la presència dels francesos a Espanya, que ocupaven les places fortes i les grans poblacions per les quals anaven passant, va planejar amb Pedro Velarde un alçament general, que va fracassar per no comptar amb el suport del govern. Després d'alguns incidents ocorreguts entre soldats francesos i veïns el dia 1 de maig, Murat va ordenar el 2 de maig a les seves tropes sortir de les casernes i ocupar els principals llocs, palaus i casernes de la ciutat per controlar-la plenament. Quan es van produir els primers atacs dels soldats imperials contra el poble madrileny, Luis Daoíz es trobava al comandament del Parc d'Artilleria de Monteleón, amb quatre oficials, tres suboficials i 10 soldats com a única guarnició. A la caserna es trobava un destacament de 80 soldats francesos enviats per Murat per comprovar que no es fabriqués més munició de l'habitual.
Per la seva banda, el capità Pedro Velarde va aconseguir que el coronel d'una caserna de Voluntaris de l'Estat li lliurés el comandament de la 3a companyia del 2n batalló, amb 33 homes i 2 oficials, i va anar amb ells al parc d'artilleria. Velarde va aconseguir la rendició de la unitat francesa que es trobava al parc i va obrir les portes als paisans que es movien pels voltants cridant proclames contra els francesos. Després d'una tibant conversa entre Daoíz i Velarde, el primer es va debatre entre obeir les ordres d'aquarterar-se i les demandes del seu company de lluitar contra els francesos, i tots dos van optar per proveir d'armes el poble i aprestar-se a la defensa del parc. Velarde va organitzar la defensa del parc amb uns 120 paisans i els soldats d'infanteria i artilleria, distribuïts en seccions al comandament d'oficials. Daoíz es va situar a la porta del parc dirigint una bateria de quatre canons, municionats amb pots de metralla, i manejada per oficials i paisans. Gràcies a la disposició d'aquesta bateria van aconseguir frenar les diferents càrregues de la infanteria francesa i els van causar quantioses baixes, ja que la infanteria pretenia prendre el parc pels carrers limítrofs de Fuencarral i San Bernardo.
La lluita en aquesta caserna va durar unes tres hores. Però combatien enfront de forces deu vegades superiors i les municions van començar a escassejar. Murat va enviar el general Joseph Lagrange per vèncer la resistència del parc amb tropes de cavalleria i infanteria reforçades amb quatre canons, però van ser rebutjades novament per la bateria de la porta del parc i les descàrregues de fusell dels soldats i els paisans situats en els murs, dirigits per Velarde. Lagrange va arribar a reunir 2.000 infants per a l'assalt definitiu al parc.
Encara que ferit en una cuixa, Daoíz va intentar seguir la defensa del parc, per la qual cosa va rebre diverses ferides de baioneta quan lluitava amb el seu sabre al costat dels canons de l'entrada. Daoíz va ser traslladat extremadament greu a la seva casa per alguns soldats, on va morir aquest mateix dia. Els oficials Pedro Velarde i el tinent Jacinto Ruiz, que el van acompanyar en la lluita, també van morir en la defensa: el càntabre Velarde allí mateix i Ruiz uns mesos més tard a Extremadura a conseqüència de les ferides que va rebre. Daoíz va ser enterrat a l'església de San Martín aquesta mateixa nit al costat de Velarde i altres soldats espanyols.

## Monuments y homenatges

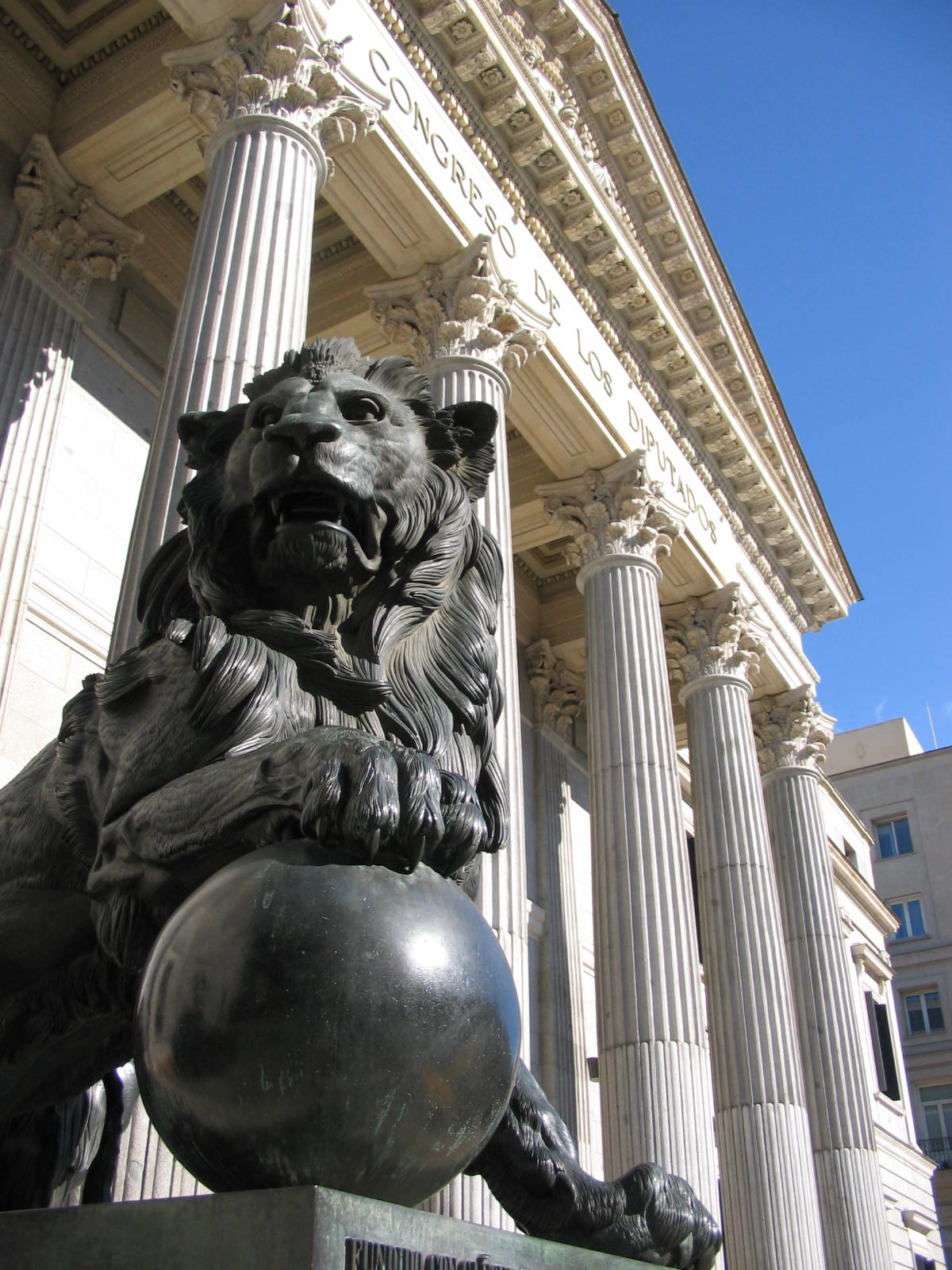
Un dels dos lleons que, coneguts com a "Daoíz i Velarde", adornen l'entrada principal del Congrés dels Diputats d'Espanya.

El 2 de maig de 1814, les restes de Luis Daoíz van ser traslladades, juntament amb els de Velarde, a la col·legiata de San Isidro el Real, com a homenatge al seu sacrifici. Avui dia reposa al Monument als herois del Dos de Maig que en el seu honor es va erigir en 1840 al Passeig del Prado de Madrid.
En 1852 la ciutat de Sevilla va col·locar una placa en el seu record en el solar en el qual va estar situada la seva casa a la plaça de la Gavidia, i en 1889 es va erigir un monument en el seu honor en el centre de la plaça, obra de l'escultor Antonio Susillo.
Els dos lleons de bronze que adornen l'entrada principal del Congrés dels Diputats a Madrid, fosos en la Reial Fàbrica d'Artilleria de Sevilla, reberen els nom de "Daoíz i Velarde" en honor d'ambdós militars. Aquests lleons són obra de l'escultor aragonès Ponciano Ponzano y Gascón i foren fosos an la Maestranza de Sevilla amb metall dels canons capturats a l'enemic el 1886 en la Guerra d'Àfrica.